# Биоенергетичен анализ
Биоенергетичен анализ е терапия, чиято цел е осъзнаване на биотоковете в тялото, тяхното усещане, изясняването на нарушенията във функцията им и възстановяването на хармонията „тяло – душа“ чрез премахване на задръжките и освобождаване на енергийния поток. Биоенергията е свързана с развитието на вегетативната терапия на Вилхелм Райх. Тя е създадена през петдесетте години в САЩ от неговите ученици Александър Ловен и Джон Пиеракос. Те тръгнали от простата идея, че щом душевното страдание се изразява чрез тялото, то възможно е да се освободим от него, като въздействаме върху тялото. Например страдащият от депресия е винаги напрегнат, мускулите му са толкова стегнати, че пречат на дишането и кръвообращението дори без той да осъзнава това. Следователно субектът първо трябва да се научи да диша, а след това да открие зоните на стягане в тялото си. Най-накрая той трябва да се опита да разбере причините за напрежението, които обикновено се дължат на „неправилно възпитание“. Физическите упражнения, масажите, сценичните игри, виковете, смехът, плачът, музиката и рисуването участват в сеансите по биоенергия, които най-често са колективни. Благодарение на тези форми на изява мускулното и нервното напрежение намаляват, потъналите в забрава спомени изплуват и се освобождава нова енергия.